# Tatra 31
Tatra 31 (typ označován i jako Tatra 17/31) byla jedna z nejluxusnějších limuzín kopřivnické automobilky Tatra, vycházela z modelu Tatra 17. Tatra 31 z roku 1928 měla výkonnější motor a některá zdokonalení. Stejně jako Tatra 17 (1926–1928) byla i Tatra 31 určena pro nejbohatší klientelu.

## Vznik a vývoj
Od roku 1927 se kopřivnický podnik akciové společnosti Ringhofferovy závody uvádí jako Tatra, a.s. pro stavbu automobilů a železničních vozů. Konstruktérem tohoto vozu byl vrchní ředitel Hans Ledwinka.
V roce 1928 byl do podvozku Tatry 17 vmontován nový motor se zvětšeným zdvihovým objemem. Vůz se podle tehdejších zvyklostí označoval jako Tatra 9/40 HP, později bylo označení změněno na Tatra 17/31 resp. na Tatra 31. Po skončení jeho výroby v roce 1930 většina produkce osobních vozů Tatra měla již vzduchem chlazené motory, pouze u velkých reprezentačních vozů, jako byly následující typy Tatra 70 (šestiválec) a Tatra 80 (dvanáctiválec), používala Tatra i nadále kapalinou chlazené motory.

## Motor
Tatru 31 poháněl kapalinou chlazený řadový šestiválcový stojatý motor s rozvodem OHC a s třídílným kotoučovým klikovým hřídelem uloženým ve valivých ložiskách.  Na předním konci vačkového hřídele byl nasazen ventilátor. Měl dva horizontální karburátory typu Zenith 30 HK s čerpadlem typu Pallas, akumulátorové zapalování Bosch na 12 V. Za motorem a suchou, jednolamelovou spojkou byla uložena čtyřstupňová mechanická převodovka se zpátečkou.
Blok motoru odlit ze siluminu, odnímatelná hlava válců s visutými ventily byla odlita z litiny. Hlavu válce uzavíralo hliníkové víko. Vačkový hřídel poháněl na rozdíl od Tatry 17 nehlučný dvojitý válečkový řetěz. V tunelové klikové skříni byl klikový hřídel uložen ve 4 valivých ložiskách. Ojnice se při montáži vkládala do skříně typickými postranními otvory, které se následně uzavřely kruhovými víky.
Zdvihový objem motoru byl 2310 cm³ s vrtáním ø 70 mm a zdvihem 110 mm, dva ventily/válec, bez přeplňování. Motor dosahoval výkonu 29 kW/40 k při 3000 ot/min a stupni komprese 5,0. Motor byl mazán tlakem oběžné. Mazání bylo podporováno pístovým čerpadlem, poháněným excentrem na předním konci klikového hřídele. Mazací systém byl doplněn čističem oleje a kontrolkou. Spotřeba benzínu se pohybovala v rozmezí 13-15 l/100 km. Palivová nádrž o objemu 70 l byla připevněna vzadu na skříni rozvodovky, benzin dopředu k motoru dopravoval podtlakový nasávač.

## Podvozek
Karoserie spočívala na páteřovém nástavném rámu, jehož celková hmotnost činila 1025 až 1100 kg. Spojovací hřídel přenášející točivý moment dozadu k rozvodovce byl veden vnitřkem ocelové roury páteřového rámu, poháněná zadní kola nesla nezávisle výkyvné polonápravy odpružené příčným listovým perem. Dělená, výkyvná přední náprava s nezávisle zavěšenými koly byla rovněž opatřena příčným listovým perem. Drátová kola Rudge&Whitworth s drážkovým nábojem a centrální maticí byla osazena pneumatikami zpravidla Dunlop o rozměru 6,00 × 20" případně vpředu 6,00 × 20" a vzadu 6,50 × 20". Mechanická brzda působila na všechna 4 kola, parkovací pak pouze na zadní kola. Bubny byly odlity z hliníkové slitiny, měly litinovou vložku a chladicí žebra.

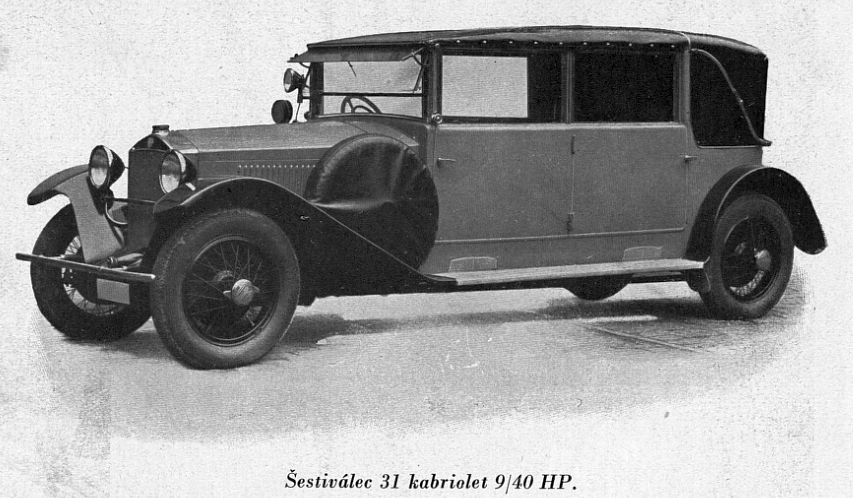
Tatra 31, kabriolet, šestiválec, 9/40 HP

## Karoserie
Tatra 31 byla dodávána se čtyř až šestisedadlovými karoseriemi. Mezi zajímavé konstrukční prvky patřil i mohutný přední nárazník, teleskopicky odpružený dvěma vinutými pružinami po stranách motoru, jako u Tatry 17. Součástí standardní výbavy byl vedle rychloměru i v té době neobvyklý otáčkoměr.
V nabídce typu Tatra 31 byly čtyři tovární karosářské verze s dlouhým rozvorem a šesti sedadly: čtyřdveřový otevřený faeton, nástavková limuzína, fixní limuzína a čtyřdveřový kabriolet. Hmotnost těchto automobilů se pohybovala v rozmezí 1500 až 1700 kg, všechny dokázaly vyvinout rychlost 110 km/h. Výroba automobilů Tatra 31 pokračovala do roku 1930 a celkem od roku 1925 vzniklo sedm stovek šestiválců T 17 a T 31. 

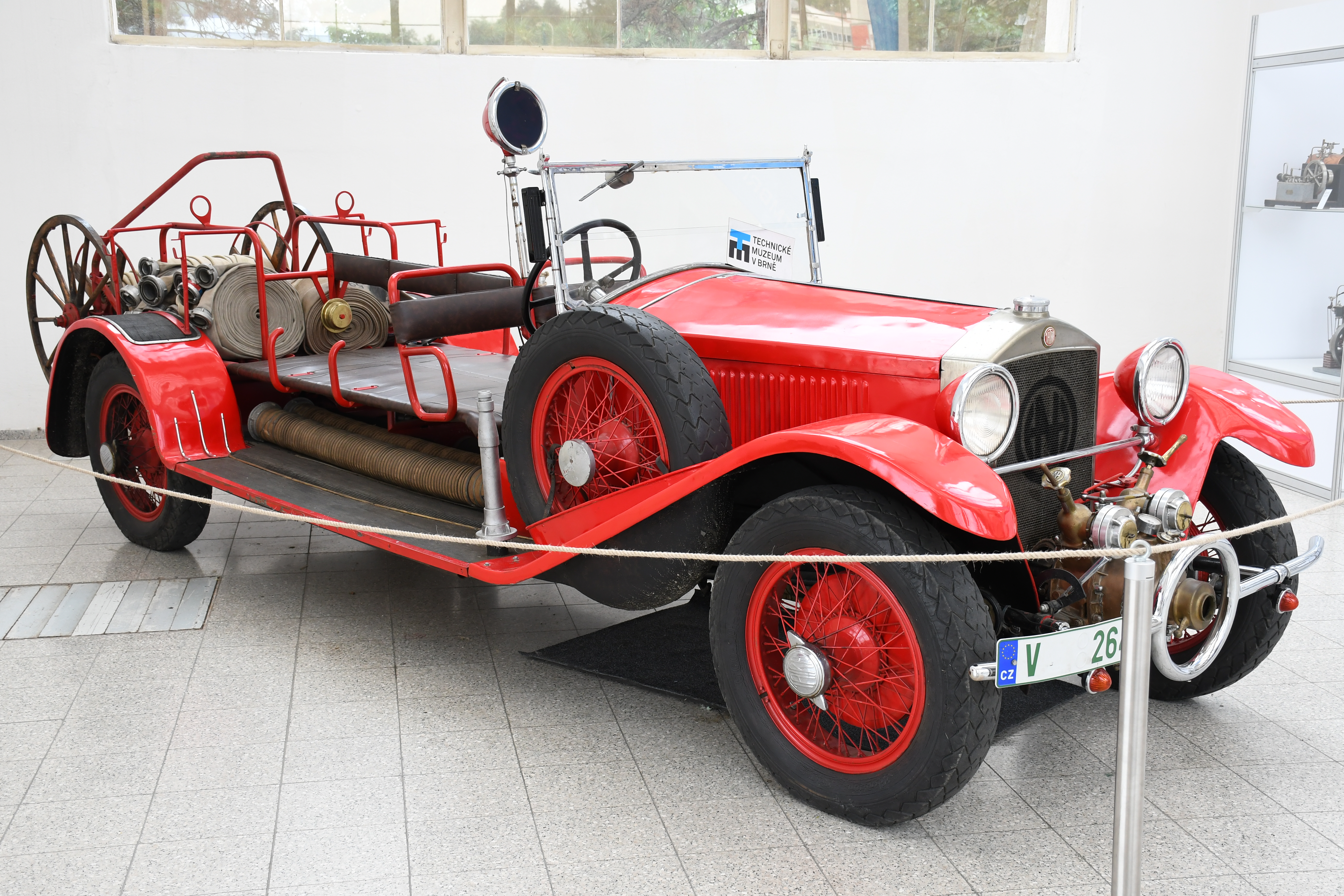
Tatra 31, hasičský vůz (výstava Re:publika, Brno 2018)

Externí karosárny zhotovovaly na přání zakázkové karoserie. V zimě 1928–29 zhotovila karosárna Petera ve Vrchlabí pro jednoho z karlovarských hoteliérů elegantní dvoudveřový kabriolet Tatra 31, záhy poté následovaly landaulet s nosičem zavazadel na střeše a skládacím zadním dílem střechy a dvě luxusní šestimístné limuzíny. Vysokomýtská karosárna Sodomka dokončila v říjnu 1930 impozantní pohřební vůz Tatra 31 pro ústav v Kuklenách na okraji Hradce Králové. V předjaří roku 1931 pak Josef Sodomka navrhl a dal zhotovit novou karoserii sedan zaoblených tvarů, kontrastujícími s liniemi blatníků staršího pod-vozku T 17/31.

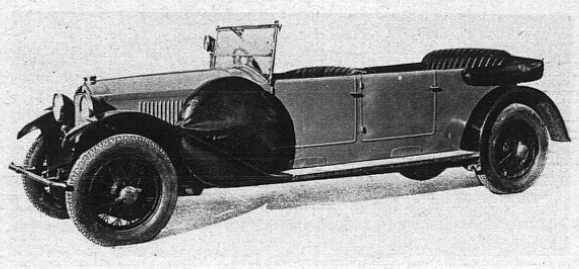
Tatra 31, faeton (1930)

## Sportovní úspěchy
Tovární jezdec Josef Veřmiřovský byl přednostně vysílán na soutěže, závody do vrchu a na okruhy spíše se čtyřválcovými stroji (Tatra 30 Sport a Tatra 52). Luxusní Tatra 31 byla spíše vysílána na různé konkurzy elegance jako např. Concours d´élégance konaný  na jaře 1930 v Brně, kde sériový šestiválec Tatra 31 se standardní tovární karosérií obdržel první cenu krásy a byl vyznamenán zlatou stuhou.

## Dochované exempláře
Jeden z automobilů Tatra 31 v provedení faeton je zachován a zúčastňoval se pravidelně veteránských akcí. "Zaparkován" v kopřivnickém Muzeu Tatra je automobil verze Tatra 17/31 (limuzína). Další vůz v provedení limuzína Tatra 17/31 je ve vlastnictví ing. Stanislava Kargera a ve verzi kabriolet Tatra 17/31 Sport je vystaven v olomoucké Veteran Aréně. Tento sportovní automobil byl mj. vystaven na soutěži elegance na zámku Loučeň – 2013.